# Абунданций (комит Египта)
Абунданций (лат. Abundantius) — восточноримский политический деятель первой четверти V века.
В 412 году Абунданций занимал должность комита Египта. В это время скончался патриарх Александрийский Феофил. Его пост стал предметом спора между архидиаконом Тимофеем, которого поддерживал Абунданций, и племянника Феофила Кириллом, который и стал новым патриархом.